# Cesare Bernazano
Cesare Bernazano (Milano, ... – Milano, ...; fl. XVI secolo) è stato un pittore italiano del rinascimento.
È noto per le sue nature morte con paesaggi, animali e frutta. Le immagini nei suoi paesaggi sono generalmente attribuite a Cesare da Sesto.